# Sergueï Ivanov (mathématicien)
Pour les articles homonymes, voir Sergueï Ivanov.
Sergueï Vladimirovitch Ivanov (russe : Сергей Владимирович Иванов) est un mathématicien russe né le 31 mai 1972.